# Xian de Fuyuan (Yunnan)
Pour les articles homonymes, voir Fuyuan.
Le xian de Fuyuan (富源县 ; pinyin : Fùyuán Xiàn) est un district administratif de la province du Yunnan en Chine. Il est placé sous la juridiction de la ville-préfecture de Qujing.

## Démographie
La population du district était de 636 871 habitants en 1999.